# Cordillera Thiel
La cordillera Thiel es una cadena montañosa aislada, principalmente cubierta de nieve, del Sistema Montañoso Transantártico, situada en la tierra de Ellsworth en la Antártida.
La cadena montañosa tiene 72 km (45 mi) de largo, y está situada aproximadamente entre las montañas Horlick y las montañas Pensacola, y se extiende desde Moulton Escarpment al oeste hasta Nolan Pillar al este.
Los principales componentes incluyen el macizo Ford (2.810 m), la escarpa de Bermel y un grupo de picos orientales cerca del Pilar Nolan. Las montañas fueron observadas y posicionadas por primera vez por la expedición a las montañas Horlick de USARP de 1958 y 1959. Las montañas fueron inspeccionadas por los grupos de las Montañas Thiel del USGS de 1960-61 y 1961-62.
Las Montañas Thiel fueron nombradas por US-ACAN en honor al Dr. Edward C. Thiel, sismólogo transversal de la estación científica Ellsworth y las montañas Pensacola en 1957. En diciembre de 1959, hizo observaciones geofísicas por aire a lo largo del meridiano 88 oeste, incluyendo trabajos cerca de estas montañas. Thiel murió junto a otras cuatro personas el 9 de noviembre de 1961 en el accidente de un avión Neptuno P2V poco después de despegar de la estación Wilkes.
Un depósito de combustible de avión (85°12′S 087°53′W) se encuentra cerca de las montañas Thiel para los aviones que viajan entre el glaciar Unión y la Base Amundsen-Scott ubicada en el Polo Sur.